# Barika
Barika (arabisch بريكة, DMG Barīka) ist eine Gemeinde in der Provinz Batna im Nordosten von Algerien mit 98.141 Einwohnern (Stand: 2008). Sie liegt 345 Kilometer südöstlich von Algier.

## Klima
Laut der Klimaklassifikation nach Köppen und Geiger herrscht in Barika ein kaltes Wüstenklima (BWh). Die jährliche Durchschnittstemperatur beträgt 18,1 Grad Celsius. Jährlich fallen etwa 233 mm Niederschlag.

## Geschichte
Nahe des heutigen Barika befand sich die römische Stadt Tubunae in Mauretania, nach der heute noch ein Titularbistum benannt ist. Bis 1874 war es ein Militärposten von 65 Personen, der dem Militärkreis Batna angehörte. Er wurde am 13. November 1874 eine Gemeinde.

## Bevölkerungsentwicklung
| Zensusjahr | Einwohnerzahl |
| ---------- | ------------- |
| 1977       | 26.315        |
| 1987       | 56.488        |
| 1998       | 79.508        |
| 2008       | 98.141        |

## Persönlichkeiten
- Abderrazak Charik (* 1997), algerisch-französischer Langstreckenläufer